# Верхняя Ставрополька
Ве́рхняя Ставропо́лька — хутор в Крымском районе Краснодарского края.
Входит в состав Пригородного сельского поселения.

## Население
| 1999 | 2002 | 2010 |
| ---- | ---- | ---- |
| 147  | ↘128 | ↗133 |

## Улицы
На хуторе имеются две улицы: Горная и Широкая.